# Марцоларо (Болоња)
Марцоларо (итал. Marzolaro) је насеље у Италији у округу Болоња, региону Емилија-Ромања.
Према процени из 2011. у насељу је живело 63 становника. Насеље се налази на надморској висини од 477 м.